# 4 (フォリナーのアルバム)
| 専門評論家によるレビュー | 専門評論家によるレビュー |
| レビュー・スコア         | レビュー・スコア         |
| 出典                     | 評価                     |
| ------------------------ | ------------------------ |
| Allmusic                 | [ 1 ]                    |

『4』（4、または、Foreigner 4）は、イギリス人とアメリカ人からなるロック・バンド、フォリナーによる4枚目のスタジオ・アルバムで、アトランティック・レコードから1981年にリリースされた。
このアルバムは、ビルボードのアルバム・チャートで10週にわたって1位を記録。結局、アメリカのみで700万枚以上を売り上げることとなった。

## 背景と作曲
このアルバムは、もともと「サイレント・パートナーズ (Silent Partners)」というタイトルであり、後に「4」に変更された。1981年、有名なアートスタジオ、ヒプノシスは、このオリジナル・タイトルでのカバー・デザインを依頼され、ぼかしのかかった双眼鏡を持つベッドの若い男の、ブラック&ホワイトの画像を開発した。この完成したデザインは、メンバーが「かなり同性愛的」だと感じたため、断られた。『4』の代わりのカバーは、ボブ・デフリンによってデザインされ、古い投影機がもととなった。ヒプノシスは、レコードレーベルと共にクレジットされた。
このアルバムは、『ヘッド・ゲームス』の頃に制作が始まり、バンドのハードロックへの転換が完了した作品である。イアン・マクドナルドとアル・グリーンウッドは、『4』の収録途中にバンドを脱退した。そのため、本作の曲のすべては、ミック・ジョーンズとルー・グラムによって制作されている。マクドナルドとグリーンウッドは、サクソフォーンとキーボードをそれぞれ演奏していたため、数人のセッション・ミュージシャンが必要とされ、「アージェント」のブリッジでサクソフォーンを演奏するジュニア・ウォーカーや、後にソロとして活動する若いトーマス・ドルビーらが参加した。アルバム・タイトルは4人編成になったバンドが発表する4作目の作品という意味でつけられた。

## 収録曲
| #   | タイトル                                                 | 作詞・作曲                       | 時間 |
| --- | -------------------------------------------------------- | -------------------------------- | ---- |
| 1.  | 「ナイト・ライフ - "Night Life"」                        | ミック・ジョーンズ、ルー・グラム | 3:48 |
| 2.  | 「ジューク・ボックス・ヒーロー - "Juke Box Hero"」       | グラム、ジョーンズ               | 4:18 |
| 3.  | 「ブレーク・イット・アップ - "Break It Up"」             | ジョーンズ                       | 4:11 |
| 4.  | 「ガール・ライク・ユー - "Waiting for a Girl Like You"」 | ジョーンズ、グラム               | 4:49 |
| 5.  | 「ルアンヌ - "Luanne"」                                  | グラム、ジョーンズ               | 3:25 |
| 6.  | 「アージェント - "Urgent"」                              | ジョーンズ                       | 4:29 |
| 7.  | 「アイム・ゴナ・ウィン - "I'm Gonna Win"」               | ジョーンズ                       | 4:51 |
| 8.  | 「ウーマン・イン・ブラック - "Woman in Black"」          | ジョーンズ                       | 4:42 |
| 9.  | 「ガール・オン・ザ・ムーン - "Girl on the Moon"」        | ジョーンズ、グラム               | 3:49 |
| 10. | 「ドント・レット・ゴー - "Don't Let Go"」                | ジョーンズ、グラム               | 3:48 |

## パーソネル

### フォリナー
- ルー・グラム - リード・ボーカル、パーカッション
- ミック・ジョーンズ - ギター、キーボード、バック・ボーカル
- リック・ウィルス - ベース、バック・ボーカル
- デニス・エリオット - ドラム、ヴォーカル、バック・ボーカル

### アディショナル・ミュージシャン
- トーマス・ドルビー - メイン・シンセサイザー
- ラリー・ファースト - シーケンシャル・シンセサイザー (2、3、10)
- ボブ・メイヨ - キーボード・テクスチュア (4)
- マイケル・フォンファラ - キーボード・テクスチュア (6、9)
- ヒュー・マクラッケン - スライドギター (9)
- マーク・リヴェラ - サクソフォーン (6 (ソロ以外)、3)、バック・ボーカル
- ジュニア・ウォーカー - サクソフォーン・ソロ (6)
- イアン・ロイド - バック・ボーカル
- ロバート・ジョン・"マット"・ラング - バック・ボーカル

### プロダクション
- プロデュース - ロバート・ジョン・"マット"・ラング、ミック・ジョーンズ
- レコーディング、エンジニア - デイヴ・ウィトマン（チーフ・エンジニア）、トニー・プラット（ベーシック・トラック）
- セカンド・エンジニア - ブラッド・サミュエルソン
- アシスタント・エンジニア - エドウィン・ホブグッド、マイケル・ソバージュ
- マスター - ジョージ・マリオ

## チャート

### アルバム
| チャート (1981年–1982年)                                  | 最高位 |
| --------------------------------------------------------- | ------ |
| オーストラリア・アルバム (ケント・ミュージック・レポート) | 3      |
| カナダ (RPM)                                              | 2      |
| オランダ (MegaCharts)                                     | 12     |
| French Albums (SNEP)                                      | 6      |
| ドイツ (Offizielle Top 100)                               | 4      |
| 日本・アルバム (オリコン)                                 | 20     |
| ニュージーランド (RMNZ)                                   | 19     |
| スウェーデン (Sverigetopplistan)                          | 41     |
| UK アルバムズ (OCC)                                       | 5      |
| US Billboard 200                                          | 1      |

| チャート (1981年)                     | 順位 |
| ------------------------------------- | ---- |
| ドイツ・アルバム (Offizielle Top 100) | 16   |
| チャート (1982年)                     | 順位 |
| ドイツ・アルバム (Offizielle Top 100) | 3    |

### シングル
※アメリカ・ビルボード
| 年   | シングル                     | チャート                   | 最高位 |
| ---- | ---------------------------- | -------------------------- | ------ |
| 1981 | ジューク・ボックス・ヒーロー | メインストリーム・ロック   | 3      |
| 1981 | ナイト・ライフ               | メインストリーム・ロック   | 14     |
| 1981 | アージェント                 | クラブ・プレイ・シングルス | 32     |
| 1981 | アージェント                 | メインストリーム・ロック   | 1      |
| 1981 | アージェント                 | ポップ・シングルス         | 4      |
| 1981 | ガール・ライク・ユー         | アダルト・コンテンポラリー | 5      |
| 1981 | ガール・ライク・ユー         | メインストリーム・ロック   | 1      |
| 1981 | ガール・ライク・ユー         | ポップ・シングルス         | 2      |
| 1982 | ブレーク・イット・アップ     | ポップ・シングルス         | 26     |
| 1982 | ジューク・ボックス・ヒーロー | ポップ・シングルス         | 26     |
| 1982 | ルアンヌ                     | ポップ・シングルス         | 75     |

## 認定
| 国/地域                    | 認定        | 認定/売上数 |
| -------------------------- | ----------- | ----------- |
| オーストラリア             |             | 70,000      |
| カナダ (Music Canada)      | 4× Platinum | 400,000^    |
| フランス (SNEP)            | Gold        | 100,000*    |
| ドイツ (BVMI)              | Platinum    | 500,000^    |
| イギリス (BPI)             | Silver      | 60,000^     |
| アメリカ合衆国 (RIAA)      | 6× Platinum | 6,000,000^  |
| ^ 認定のみに基づく出荷枚数 |             |             |